# 리히텐슈타인 후자 알프레트
리히텐슈타인의 알프레트 알로이스 에두아르트 후자(Prinz Alfred Aloys Eduard von und zu Liechtenstein, 1842년 7월 11일 ~ 1907년 10월 8일)는 리히텐슈타인의 후자이다.

## 생애
1842년 7월 11일 프라하에서 리히텐슈타인 후자 프란츠 데 파울라와 에와 유제피나 줄리아 포토츠카 여백작의 3남 1녀 중 장남으로 태어났다.
1902년 아내, 자녀들과 함께 오스트리아 시민권을 포기하고 리히텐슈타인 시민권을 취득했다. 이는 차남 알로이스와 오스트리아의 엘리자베트 아말리에 여대공의 결혼이 귀천상혼이라는 논란을 피하기 위해서 오스트리아-헝가리의 황제 프란츠 요제프 1세가 알로이스와 그의 가족들의 오스트리아 시민권 포기 및 리히텐슈타인 시민권 취득을 결혼 조건으로 삼았기 때문이다.
1903년 4월 20일 차남 알로이스가 오스트리아의 엘리자베트 아말리에 여대공과 결혼했다.
1907년 10월 8일 프라우엔탈 성에서 사망했다.
사촌들인 요한 2세와 프란츠 1세가 자녀가 없어서 리히텐슈타인의 후위는 알프레트와 그의 아들들에게로 넘어갈 예정이였으며, 사망 당시 리히텐슈타인 후위 계승 서열 2위였다.
1938년 7월 25일 사촌 프란츠 1세가 사망하면서 리히텐슈타인의 후위가 알프레트의 장손인 프란츠 요제프 2세에게로 넘어가면서 현 리히텐슈타인 후작가의 직계는 알프레트의 후손이다.

## 자녀
1865년 4월 26일 큰아버지 알로이스 2세의 7녀이자 친사촌인 리히텐슈타인 후녀 헨리에테와 결혼해서 슬하에 7남 3녀를 두었다.
| 사진 | 이름            | 생일            | 사망                    | 기타                                                                                     |
| ---- | --------------- | --------------- | ----------------------- | ---------------------------------------------------------------------------------------- |
|      | 프란치스카      | 1866년 8월 21일 | 1939년 12월 23일 (73세) | 미혼, 자녀 없음                                                                          |
|      | 프란츠          | 1868년 1월 24일 | 1929년 8월 26일 (61세)  | 미혼, 자녀 없음                                                                          |
|      | 율리아          | 1868년 1월 24일 | 1892년 1월 24일         | 요절                                                                                     |
|      | 알로이스        | 1869년 6월 17일 | 1955년 3월 16일 (85세)  | 오스트리아의 엘리자베트 아말리에 여대공과 결혼, 슬하 6남 2녀, 프란츠 요제프 2세의 아버지 |
|      | 마리아 테레지아 | 1871년 9월 9일  | 1964년 4월 9일 (92세)   | 미혼, 자녀 없음                                                                          |
|      | 요하네스        | 1873년 1월 6일  | 1959년 9월 3일 (86세)   | 칙센트키랄리-크라스나호르카의 마리아 가브리엘라 안드라시 여백작과 결혼, 슬하 4남         |
|      | 알프레트 로만   | 1875년 4월 6일  | 1930년 10월 25일 (55세) | 외팅엔-외팅엔 운트 외팅엔-월러스타인의 테레지아 마리아 공녀와 결혼, 슬하 2남 2녀         |
|      | 하인리히        | 1877년 6월 21일 | 1915년 8월 16일 (38세)  | 미혼, 자녀 없음                                                                          |
|      | 카를 알로이스   | 1878년 9월 16일 | 1955년 6월 20일 (76세)  | 우라흐의 엘리자베트 공녀와 결혼, 슬하 2남 2녀                                            |
|      | 게오르크        | 1880년 2월 22일 | 1931년 4월 14일 (51세)  | 미혼, 자녀 없음                                                                          |